# Сезон ФК «Карпати» (Львів) 1966
| «Карпати» (Львів) у сезоні 1966 | «Карпати» (Львів) у сезоні 1966   |
| ------------------------------- | --------------------------------- |
| Ліга                            | Друга група класу «А», 2 підгрупа |
| Місце в лізі                    | 14                                |
| Раунд у Кубку                   | 1/16                              |
| Старший тренер                  | Микола Дементьєв, Євген Лемешко   |
| Тренер                          | Ернест Юст                        |
| Начальник команди               | С. О. Коршунов, Є. П. Лемешко     |
| Стадіон                         | «Дружба» (Львів)                  |
| Найбільше матчів у лізі         | Володимир Валіонта — 33           |
| Найкращий бомбардир у лізі      | А. Марков, А. Крощенко — по 5     |

Сезон «Карпат» (Львів) 1966 — четвертий сезон «Карпат» (Львів). Команда посіла 14-е місце серед 18 команд другої підгрупи другої групи класу «А». У Кубку СРСР дійшла до 1/16 фіналу.

## Головні події
Чергова реформа структури чемпіонату привела до створення кількох підгруп другої зони класу«А». У другій підгрупі почали виступати дві львівські команди — СКА і «Карпати». «Карпати» різко оновили склад, у команді з'явилися 11 новачків. І серед них ті, хто потім приніс славу «Карпатам» і львівському футболу: В. Булгаков, В. Данилюк, Р. Поточняк, Р. Покора.
У Кубку Радянського Союзу «Карпати» в 1/64 фіналу перемогли СКА (Львів) — 3:2, в 1/32 фіналу в гостях — «Темп» (Барнаул) — 3:1, в 1/16 фіналу у першому матчі вдома зіграли внічию з ленінградським «Зенітом» 1:1, а наступного дня поступились 1:2 і припинили виступи.

## Чемпіонат
| Місце | Клуб                     | «Карпати» — клуб | «Карпати» — клуб | І  | В  | Н  | П  | М     | О  |
| Місце | Клуб                     | удома            | на виїзді        | І  | В  | Н  | П  | М     | О  |
| ----- | ------------------------ | ---------------- | ---------------- | -- | -- | -- | -- | ----- | -- |
| 1.    | Зоря (Луганськ)          | 1:2              | 0:1              | 34 | 16 | 12 | 6  | 33—15 | 44 |
| 2.    | СКА (Київ)               | 2:3              | 1:1              | 34 | 17 | 7  | 10 | 42—36 | 41 |
| 3.    | СКА (Львів)              | 1:0              | 0:1              | 34 | 15 | 10 | 9  | 44—29 | 40 |
| 4.    | Локомотив (Вінниця)      | 0:1              | 0:1              | 34 | 13 | 13 | 8  | 34—30 | 39 |
| 5.    | Динамо (Ленінград)       | 2:1              | 0:1              | 34 | 15 | 8  | 11 | 40—32 | 38 |
| 6.    | Труд (Воронеж)           | 0:0              | 0:2              | 34 | 13 | 11 | 10 | 31—31 | 37 |
| 7.    | Металург (Запоріжжя)     | 1:0              | 0:1              | 34 | 12 | 12 | 10 | 35—28 | 36 |
| 8.    | Дніпро (Дніпропетровськ) | 2:0              | 0:0              | 34 | 11 | 12 | 11 | 33—27 | 34 |
| 9.    | Сокіл (Саратов)          | 0:1              | 0:0              | 34 | 11 | 11 | 12 | 25—30 | 33 |
| 10.   | Металіст (Харків)        | 0:0              | 0:0              | 34 | 6  | 20 | 8  | 22—23 | 32 |
| 11.   | Волга (Калінін)          | 2:1              | 0:0              | 34 | 11 | 10 | 13 | 32—46 | 32 |
| 12.   | Таврія (Сімферополь)     | 0:1              | 0:0              | 34 | 10 | 11 | 13 | 29—33 | 31 |
| 13.   | Авинтул (Кишинів)        | 3:0              | 1:1              | 34 | 8  | 15 | 11 | 23—29 | 31 |
| 14.   | Карпати (Львів)          |                  |                  | 34 | 8  | 14 | 12 | 23—23 | 30 |
| 15.   | Суднобудівник (Миколаїв) | 1:1              | 0:0              | 34 | 8  | 14 | 12 | 27—31 | 30 |
| 16.   | Шинник (Ярославль)       | 4:2              | 0:0              | 34 | 7  | 16 | 11 | 36—42 | 30 |
| 17.   | Волга (Горький)          | 0:0              | 0:1              | 34 | 7  | 15 | 12 | 21—26 | 29 |
| 18.   | Зірка (Кіровоград)       | 2:0              | 0:0              | 34 | 5  | 15 | 14 | 18—37 | 25 |

### Статистика гравців
У чемпіонаті за клуб виступали 25 гравці:
| Футболіст           | Р. н.    | Ігри     | Голи     |
| Воротарі            | Воротарі | Воротарі | Воротарі |
| ------------------- | -------- | -------- | -------- |
| Євген Власенко      | 1938     | 28       |          |
| Юрій Сусла          | 1934     | 8        |          |
| Захисники           |          |          |          |
| Володимир Валіонта  | 1939     | 33       | 1        |
| Костянтин Крючков   | 1939     | 25       |          |
| Геннадій Снєгірьов  | 1936     | 20       |          |
| Дюла Баканчош       | 1939     | 15       |          |
| Ростислав Поточняк  | 1948     | 13       |          |
| Борис Манько        | 1934     | 7        |          |
| Півзахисники        |          |          |          |
| Ігор Кульчицький    | 1941     | 31       | 1        |
| Юрій Юзефович       | 1941     | 26       |          |
| Олександр Григор'єв | 1943     | 21       | 2        |
| Роман Покора        | 1948     | 12       |          |
| Володимир Булгаков  | 1947     | 11       | 4        |
| Ігор Сорокін        | 1945     | 7        |          |
| Віктор Асланян      | 1936     | 3        |          |
| Юрій Петров         | 1947     | 1        |          |
| Роман Весна         | 1947     | 1        |          |
| Нападники           |          |          |          |
| Іван Диковець       | 1938     | 31       | 1        |
| Віталій Коваленко   | 1938     | 25       |          |
| Анатолій Самсонов   | 1944     | 24       | 1        |
| Віктор Євлентьєв    | 1945     | 22       | 3        |
| Анатолій Марков     | 1938     | 16       | 5        |
| Анатолій Крощенко   | 1937     | 13       | 5        |
| Володимир Данилюк   | 1947     | 9        |          |
| Іван Зубач          | 1945     | 1        |          |

## Кубок СРСР
| Етап | Дата           | Господар          | Рахунок     | Гість               |
| ---- | -------------- | ----------------- | ----------- | ------------------- |
| 1/64 | 19 червня 1966 | «Карпати» (Львів) | 3:2         | СКА (Львів)         |
| 1/32 | 23 липня 1966  | Темп (Барнаул)    | 1:3 (д. ч.) | «Карпати» (Львів)   |
| 1/16 | 6 серпня 1966  | «Карпати» (Львів) | 1:1 (д. ч.) | «Зеніт» (Ленінград) |
| 1/16 | 7 серпня 1966  | «Карпати» (Львів) | 1:2         | «Зеніт» (Ленінград) |